# Orhan Delibaş
Orhan Delibaş (Kayseri, Turquía, 28 de enero de 1971) es un deportista neerlandés, de origen turco, que compitió en boxeo.
Participó en los Juegos Olímpicos de Barcelona 1992, obteniendo una medalla de plata en el peso semimedio. Ganó una medalla de plata en el Campeonato Europeo de Boxeo Aficionado de 1993, en el mismo peso.
En septiembre de 1995 disputó su primera pelea como profesional. En su carrera profesional tuvo en total 27 combates, con un registro de 25 victorias y 2 derrotas.

## Palmarés internacional
| Juegos Olímpicos   | Juegos Olímpicos   | Juegos Olímpicos | Juegos Olímpicos |
| Año                | Lugar              | Medalla          | Categoría        |
| ------------------ | ------------------ | ---------------- | ---------------- |
| 1992               | Barcelona (España) | Medalla de plata | 71 kg            |
| Campeonato Europeo |                    |                  |                  |
| Año                | Lugar              | Medalla          | Categoría        |
| 1993               | Bursa (Turquía)    | Medalla de plata | 71 kg            |